# 반도 츠마사부로
반도 츠마사부로(일본어: 阪東 妻三郎, ばんどう つまさぶろう 반도 쓰마사부로[*], 1901년 (메이지 34년) 12월 14일~1953년 (쇼와 28년) 7월 7일)는 일본의 가부키 배우이자 영화 배우이다. 본명은 타무라 덴키치(일본어: 田村 傳吉, たむら でんきち 다무라 덴키치[*])이다. 사일런트 영화 시대에 오카야마 슌타로(일본어: 岡山 俊太郎, おかやま しゅんたろう)라는 명의로 감독한 작품이 있다. 단정한 얼굴과 높은 연기력을 겸비한 미남 배우로서 사랑받아 '반쓰마'(阪妻)라는 애칭으로 불렸다.

## 출연 작품
- 무호마츠의 일생 (1943)

## 같이 보기
- 일본의 시대극
- 일본 영화